# Min morfar är en utomjording
Min morfar är en utomjording (kroatiska: Moj dida je pao s Marsa) är en kroatisk barnfilm från 2019 regisserad av Marina Andree Škop och Dražen Žarković efter ett manus av Branko Ružić och Pavlica Bajsić som bygger på berättelsen Moj dida je vanzemaljac av Irena Krčelić. Filmen är en internationell kroatisk-norsk-luxemburgsk-tjeckisk-slovakisk-slovensk-bosnisk samproduktion.

## Handling
Una är en 11-årig flicka som en dag får reda på att hennes morfar är en utomjording och har kidnappats av andra utomjordingar. Una får också hjälp från den utomjordiska roboten Dodo.

## Rollista
- Lana Hranjec – Una
- Nils Ole Oftebro – morfar
- Petra Polnišová – Lena
- Alex Rakoš – Alex
- Sven Barac – Sven
- Lucija Šango – unga Lena
- Tonka Kovačić – Maja
- Frano Mašković – Unas pappa
- Ozren Grabarić – roboten Dodas röst

## Produktion

### Förproduktion
Utvecklingen av filmen startade 2011 när författaren Irena Krčelić fick stöd från Kroatiska audiovisuella centret (HAVC) för att göra en långfilm av sitt manus som då gick under arbetstiteln Moj dida je vanzemaljac.
Ett första utkast till ett filmmanus presenterades år 2012 på filmworkshoppen Transmedia Next i London där den var en av tolv projekt att motta stipendium. Författaren Irena Krčelić och producenten Đina Jakir från produktionsbolaget Studio Dim deltog samma år på en workshop i Potsdam för att under sju dagar utveckla ett transmedialt filmprojekt. Projektet bestod då av en långfilm, en videoblogg, ett smartphonespel och ett klassiskt brädspel med målet att knyta samman generationer inom familjen. Senare i oktober presenterades projektet på forumet Power to the Pixel i London.
Manuset handlade ursprungligen om tvillingarna Bingo och Bongo som har ett intresse för uppfinningar och drömmer om att bygga en generator av gratis energi. När deras pappa reser utomlands återvänder deras morfar, som lämnade dem 40 år tidigare, under mystiska omständigheter. Familjen har blandade reaktioner på morfars återkomst medan barnen börjar tro att han faktiskt är en utomjording.
Đina Jakir och Irena Krčelić tog emot beActive-priset på samproduktionsmässan Pixel Market i London som en del av evenemanget Cross-Media Forum, som hålls i samarbete med BFI London Film Festival. Projektet deltog även i den tvärvetenskapliga workshopen PRIME 4Kids&Family där det vann pris för bästa projekt för barn. Detta var första gången ett kroatiskt projekt vunnit priset vilket innebar att projektet inbjöds delta i CineKid-festivalen i Amsterdam.
År 2015 presenterade producenterna Darija Kulenović Gudan och Marina Andrea Škop projektet som då bestod av två delprojekt, en långfilm och en TV-serie, på Financing Forum for Kids Content i Malmö.

### Inspelning
Filmen producerades av kroatiska Studio Dim i samproduktion med norska Filmbin, slovenska Senca Studio, luxemburgiska Wady Films, slovakiska Artileria, kroatiska Hrvatska Radiotelevizija, tjeckiska MasterFilm och Magic Lab, samt bosniska Fabrika. Filmen mottog även produktionsstöd från Kroatiska audiovisuella centret (HAVC), EU:s MEDIA-program, Tjeckiska filmfonden, Kinematografiska filmfonden i Sarajevo, Luxemburgs filmfond, Norska filminstitutet, Slovakiska audiovisuella fonden (AVF), Slovenska filmcentret och Filminvest med en budget på 1 250 000 euro.
Min morfar är en utomjording spelades in i Kroatien, med start i Zagreb, för att sedan spelas in i bland annat staden Karlovac med omkringliggande län, vid floden Mrežnica i Duga Resa, Ozalj, Novigrad na Dobri, i gruvorna i Rudnik sveta Barbara i Rude och Brežice i Slovenien. Inspelningarna varade i 34 dagar under hösten 2017.
Filmen spelades in på kroatiska. Den norska skådespelaren Nils Ole Oftebro som spelade Unas morfar och den slovakiska skådespelaren Petra Polnišová som spelade Unas mor kunde inte ett ord kroatiska inför inspelningarna och lärde sig därför sina repliker fonetiskt på kroatiska och dubbades sedan över. Både Oftebro och Polnišová dubbade sedan sig själva inför den norska respektive slovakiska dubbningen av filmen.

### Release
I december 2018 släpptes en första trailer till filmen som då hade fått sin slutgiltiga titel Moj dida je pao s Mars och förväntades då gå upp på bio till våren 2019. Irena Krčelić originalmanus hade då behandlats av Pavlica Bajsić Brazzoduro och Branko Ružić och kommit att handla om den 12-åriga flickan Una spelad av Lana Hranjec.
Moj dida je pao s Marsa hade internationell premiär den 4 mars 2019 på den 22:a upplagan av den internationella barnfilmsfestivalen FIFEM i Montreal och visades senare på flera internationella barnfilmsfestivaler.
I Kroatien hade filmen premiär den 5 mars 2019 på barnfilmsfestivalen Međunarodne revije filmova za djecu i Čakovec. Filmen förhandsvisades först på utvalda biografer 18 mars för att sedan visas för allmänheten den 21 mars distribuerad av 2i Film.
Filmen har sedan premiären visats på fler än 50 internationella filmfestivaler och tagit hem 16 priser.

## Mottagande
Filmen blev väl mottagen av publik i Kroatien där den blev den tredje mest sedda filmen på bio 2019. Filmen blev också väl mottagen av kritiker.

## Eftermäle
Parallellt med filmprojektet spelade Studio Dim in flera "bakom kulisserna"-snuttar som publicerades under namnet Filmovi ne padaju s Marsa. Efter filmens premiär publicerades det en pedagogisk manual "Međuzvjezdani filmološko-metodički priručnik" för hur man gör film med Moj dida je pao s Marsa som förebild. Manualen publicerades av HAVC som en del av Projekta filmske pismenosti.